# Straftanz
Straftanz war ein deutsches Musikprojekt, gegründet im Sommer des Jahres 2006, das von einer losen Gruppe verschiedener Künstler betrieben wurde. Die tatsächlich Verantwortlichen verbergen sich pseudonymisiert (j-ing, k-x, -jl- und cyberdominator) hinter dem sogenannten „Straftanz ZK“. Weitere Künstler wie Carsten Jacek (SITD), Mille Petrozza, Myk Jung (The Fair Sex) waren bei der Aufnahme des ersten Albums beteiligt und sind dort namentlich erwähnt. Ein Bezug zu dem Futurepop Projekt Rotersand wurde an verschiedenen Stellen behauptet, aber nie offiziell bestätigt. Straftanz beschreibt die eigene Musik in Interviews und sonstigen Publikationen gerne als „Industrial-Streetfighting-Dance“, einer Bezeichnung die aber eher irreführend als beschreibend und nicht geläufig ist. Sich selbst als „Proletariat des Industrial“ bezeichnend, haben sie den Anspruch „Funktionsmusik“ zu machen, die keinen pseudo-elitären Anspruch habe. Tatsächlich vereinigt Straftanz diverse Einflüsse wie Future Pop, Trance, Rave, Metal und Rhythm Noise zu einem teils etwas heterogenen Sound dessen roter Faden alleinig im stets präsenten Dancegroove liegt.

## Geschichte
Das Stück Straftanz von der gleichnamigen Band verbreitete sich zunächst viral. Straftanz erschien als Clubtrack bei der „six six six“-Party im Club Sixx P.M. in Dortmund. Der Erfolg auf der Tanzfläche führte zu einer rasanten Verbreitung des Stückes auf nationaler und internationaler Ebene, noch bevor ein Tonträger verfügbar war. Stefan Herwig nahm Straftanz unter seinem Independent-Label Dependent Records kurz darauf unter Vertrag. Im Oktober 2006 erschien die erste Straftanz Single Straftanz mit überraschendem Erfolg. Das Stück wurde zu einem Internationalen Tanzflächenhit und erreichte in den Deutschen Alternative Jahrescharts 2006 den Platz 35.
Nach Schließung von Dependent Records wechselte Straftanz 2007 zum Label Scanner aus der Dark Dimensions Gruppe und veröffentlichte dort die EP Tanz Kaputt, was Euch Kaputt Macht!, wenig später gefolgt von dem Album Forward Ever. Das neue Material wurde gut angenommen. Straftanz erhielt in Folge ein umfangreiches Presse-Echo in den Magazinen der Alternative-Szene. „Tanz Kaputt, was Euch Kaputt Macht!“ belegte dabei in den Deutschen Alternative Jahrescharts 2008 den Platz 23.
Im Jahr 2009 folgte Straftanz VNV Nation auf deren Of faith, power and glory Europatour. Im Sommer 2011 beendete das Projekt die Arbeit an seinem zweiten Album „Mainstream Sellout Overground“. Das Album erschien am 16. September 2011 in Europa bei Scanner, in den USA auf Metropolis Records und wurde gemeinsam mit VNV Nation auf deren Automatic Tour vorgestellt. 
Am 29. November 2013 kündigte Straftanz auf deren Homepage an, dass das Konzert am Resistanz-Festival in Sheffield am 18. April 2014 das Letzte sei. Als Grund für die Auflösung wurde angegeben, dass das künstlerische Konzept von Straftanz ausgereizt sei.

## Bandname
Die Idee zum Bandnamen entstand aus Frust über die Clubszene in Deutschland, die zur Zeit der Gründung von Straftanz aus Sicht ihrer Gründer durch repetitive Playlists und musikalischem Einheitsbrei, sowie durch elitäres Verhalten geprägt wurde. Nach einem Abend im Eisenlager in Oberhausen kommentierte Krischan Wesenberg das Erlebte mit „das war heute wieder ein Straftanz.“ Der Frust schlug sich im Text ihres Debüts Straftanz in Hinblick auf verschiedene Clubs in Westdeutschland nieder: „Straftanz im Lager, Straftanz Zeche, Straftanz im Fall, Straftanz Matrix, Straftanz im Sixx, Straftanz im Stahlwerk, Straftanz Fabrik.“ Erst im Februar 2013, gut sieben Jahre nach ihrer Gründung, erklärten Straftanz auf ihrer Website die Entstehungsgeschichte des Namens.

## Politisches
Straftanz kritisierte im Jahr 2009 Anzeichen neofaschistischer Tendenzen in der Organisation des Wave-Gotik-Treffen. Auf das Abbilden einer schwarzen Sonne auf der Kombinationseintrittskarte („Obsorgekarte“, inklusive Fahrkarte und Zeltplatznutzung) reagierte Straftanz mit einem öffentlichen Statement, indem es jede zukünftige Zusammenarbeit ablehnte, solange sich der Veranstalter nicht von einem rechtsextremen politischen Zusammenhang distanziere.

## Diskografie
- 2006: Straftanz (Dependent Records)
- 2007: Tanz kaputt, was euch kaputt macht! (EP, Scanner/Dark Dimensions)
- 2007: Forward Ever (Scanner/Dark Dimensions)
- 2011: Mainstream Sellout Overground (Scanner/Dark Dimensions, Metropolis Records)